# Tabuleiro (ort)
Tabuleiro är en ort i Brasilien.   Den ligger i kommunen Tabuleiro och delstaten Minas Gerais, i den sydöstra delen av landet, 800 km sydost om huvudstaden Brasília. Tabuleiro ligger 465 meter över havet och antalet invånare är 4 076.
Terrängen runt Tabuleiro är kuperad åt nordväst, men åt sydost är den platt. Tabuleiro ligger nere i en dal. Närmaste större samhälle är Rio Pomba, 11,7 km nordost om Tabuleiro.
Omgivningarna runt Tabuleiro är huvudsakligen savann. Runt Tabuleiro är det ganska glesbefolkat, med 42 invånare per kvadratkilometer.